# Famille de Rigaud de Vaudreuil
Pour les articles homonymes, voir Rigaud, Vaudreuil et Familles de Rigaud.
La famille de Rigaud d'Aigrefeuille et de Vaudreuil est une famille de la noblesse française éteinte au XIXe siècle,,. 
Plusieurs de ses membres eurent un rôle important dans les affaires coloniales françaises en Amérique du Nord au cours du XVIIe et XVIIIe siècles.

## Histoire
Rigaud de Vaudreuil (Mirepoix) : filiation 1272. 
Honneurs de la Cour en 1763-1768-1771-1773-1779-1781-1786. 
Preuves pour l'ordre de Saint-Jean de Jérusalem en 1774.

## Personnalités
- Philippe de Rigaud de Vaudreuil (~1643 à Castelnaudary - 1725 à Québec)  qui fit partie des mousquetaires du roi Louis XIV. Il se distingue sur les champs de bataille. Issu d'une noblesse ruinée remontant sa filiation à l'année 1249, il choisit l’exil et devient commandant des troupes en Nouvelle-France, où il se distingue dans les campagnes contre les Iroquois. En 1698, il devient gouverneur de Montréal, puis gouverneur de la Nouvelle-France en 1703. Seigneur de Vaudreuil en 1702. Épouse Louise-Élisabeth de Joybert de Soulanges et de Marson; ils ont 11 enfants dont[4]
  - Louis-Philippe de Rigaud de Vaudreuil (1691-1763), enfant aîné de Philippe, Lieutenant Général de la Marine français
    - Louis-Philippe Rigaud, marquis de Vaudreuil (1724–1802), fils de Louis-Philippe, Lieutenant Général de la Marine et député aux États généraux de 1789[5]. Père de Louise (1770-1831), femme de Xavier Godefroy d'Yzarn de Freissinet de Valady puis d'Antoine Walsh de Serrant (1745-1817).
    - Louise Élisabeth Charlotte de Rigaud de Vaudreuil (1725-1806)
    - Louis de Rigaud de Vaudreuil (1728-1810), officier de Marine.

  - Pierre de Rigaud de Vaudreuil (1698 à Québec - 1778 à Paris), 4e enfant de Philippe, il est gouverneur du Québec, officie à la même époque comme gouverneur de la Louisiane de 1743 à 1753, avant de céder la place à Louis Billouart de Kerlerec et de devenir gouverneur général de la Nouvelle-France[4]. Il hérite de la seigneurie de Vaudreuil et se fait concéder la seigneurie de Rigaud en 1732. Il épouse Jeanne-Charlotte de Fleury Deschambault. Ils n'ont pas d'enfants.
  - François-Pierre de Rigaud de Vaudreuil (1703 à Montréal - 1779 à Muides sur Loire), 5e enfant de Philippe, mène pendant la guerre de Succession d'Autriche (1744-1748) des raids en Nouvelle-Angleterre puis devient gouverneur de Trois-Rivières et en 1757, gouverneur de Montréal. Il est coseigneur de Vaudreuil et de Rigaud avec son frère Pierre.
  - Joseph-Hyacinthe de Rigaud, comte de Vaudreuil, gouverneur de la partie française de l’Île de Saint-Domingue (aujourd'hui Haïti) de 1753 à 1757.
    - Joseph Hyacinthe François-de-Paule de Rigaud, comte de Vaudreuil (1740-1817), lieutenant-général, grand fauconnier de France, Pair de France, gouverneur du Louvre, membre libre de l'Académie des beaux-arts, est connu pour avoir été l'amant de Mme de Polignac et l'ami du comte d'Artois.

## Branche en Normandie, Berry, Canada
Henri Jougla de Morenas écrit en 1948 : « Une branche probablement naturelle posséda les seigneuries de Londel, de La Fontaine et du Cottet (alias Crotet) en Normandie et Berry et subsiste au Canada. »

## Armes
D’or au lion de gueules ; à la bordure chargée de sept écussons d’or à deux fasces de gueules mis en orle.